# Carl Perkins
Carl Lee Perkins (Tiptonville, 9 aprile 1932 – Jackson, 19 gennaio 1998) è stato un cantante, compositore e chitarrista statunitense.
Pioniere dei generi rockabilly e rock'n'roll, Carl Perkins è stato uno degli artisti di maggior successo negli anni '50.
Con Elvis Presley, Johnny Cash e Jerry Lee Lewis a Memphis ha fatto parte del gruppo di artisti della celeberrima Sun Records di Sam Phillips e quindi del cosiddetto Million Dollar Quartet.
Tra i suoi brani più famosi vi sono Blue Suede Shoes, Honey Don't, Everybody's Trying to Be My Baby e Matchbox.
Negli anni ha ricevuto diversi riconoscimenti tra i quali un Grammy Award e l'inserimento nella prestigiosa Rock and Roll Hall of Fame. Inoltre la rivista specializzata Rolling Stone ha inserito Perkins nella lista dei 100 migliori chitarristi di tutti i tempi.

## Biografia

### Gli inizi
Carl Lee Perkins nacque a Tiptonville, Tennessee, il 9 aprile 1932, ma subito dopo la famiglia si trasferì a 
Ridgely, nella Lake County, una zona di coltivazione di cotone nella quale quella di Carl era l'unica famiglia di bianchi in un paese abitato solo da neri. Era inevitabile così che le sue prime influenze musicali provenissero più dal blues rurale nero che dal country bianco della pur vicina Nashville, influenze che il giovane Carl iniziò ad esprimere quando un vicino, Uncle John, gli regalò una chitarra insegnandogli i primi accordi. Carl però era uno spirito libero e ben presto agli insegnamenti del maestro preferì una sorta di “esplorazione” che lo portò a maturare uno stile che doveva a B.B. King e a John Lee Hooker (vecchi bluesmen neri) più di quanto dovesse ai padri del country che allora, nello strumento, dettavano legge. «Non ho fatto che suonare della musica country con un beat nero» affermò lui.
Quando nei 1949 la famiglia Perkins si trasferì nuovamente (a Jackson, Tennessee), la musica era già il principale interesse di Carl. Il giovanotto andava in giro per locali di infimo ordine suonando la sua “country music with a black beat” accompagnato dalla Perkins Brothers Band, formata dai fratelli Jay e Clayton a cui si aggiunse qualche anno più tardi il batterista Fluke Holland. Gli inizi non portarono a Perkins e agli altri alcuna soddisfazione, ma il gruppo rimase unito (e lo sarebbe stato per anni) in attesa che succedesse qualcosa.

### La carriera
Nel 1954 alla radio Carl sentì qualcuno che faceva la sua stessa musica, era uno cui si pronosticava un grande futuro. Se quel tale Elvis Presley poteva diventare famoso con quella musica, allora quella musica aveva un futuro.
I Perkins Brothers quindi fecero le valigie e partirono per Memphis, alla ricerca di quella casa discografica (la Sun) e di quel produttore (Sam Phillips) che sembravano essere così in sintonia con quello che essi stavano suonando. Naturalmente il matrimonio si fece e nel gennaio del 1955 uscirono i primi due brani di Carl Perkins, Turn Round e Movie Magg.
In quel periodo la Sun era l'autentico crogiolo del nascente rock’n’roll: per le sue sale si aggiravano Elvis Presley, Roy Orbison, Jerry Lee Lewis, Johnny Cash, e se Phillips avesse potuto dedicare a ognuno di essi il tempo che dedicava ad Elvis, probabilmente tutti avrebbero avuto le stesse probabilità di successo di “The Pelvis”. Invece fu solo dal 1955 (dopo la cessione del contratto di Presley alla RCA) che il produttore ebbe tempo anche per gli altri. Gli effetti si videro subito. Se i primi dischi di Perkins (dopo i primi due ne erano usciti un altro paio) sapevano ancora troppo di country, da quel momento si cambiò strada. Nel dicembre del 1955, sotto la guida del geniale produttore, Carl Perkins, sempre accompagnato dalla band degli inizi, incise Blue Suede Shoes.
«Stavamo suonando, io e i miei fratelli, ai Jackson club» - ricorderà poi Perkins - «quando mi capitò di ascoltare la conversazione di una coppia che stava ballando davanti al palco: “Non calpestare le mie scarpe di camoscio blu!”, sbraitava il ragazzo. Era un tipo coi capelli imbrillantinati, la giacca e tutte le caratteristiche comuni alla nuova generazione del rock'n'roll. Ciò mi colpì e la notte non riuscii a dormire. Così mi alzai, andai di sotto e cominciai a scrivere, su un pezzo di carta nel quale erano avvolte delle patate, di questo ragazzo e delle sue scarpe scamosciate, tenendo presente lo schema di una vecchia canzone popolare: uno per i soldi, due per lo spettacolo, tre per essere pronti, quattro per andare (che diventeranno poi i primi versi della canzone). La mattina dopo andai in una cabina telefonica, chiamai il signor Phillips e gliela cantai per telefono. Lui mi disse solo: “quando arrivi?”»
Il brano all'inizio non fu notato: le radio gli preferivano il retro, Honey Don't, ma nel giro di due mesi il pezzo era primo nelle classifiche rhythm’n’blues, in quelle country e in quelle pop. Un fatto mai accaduto prima. Con Blue Suede Shoes, Carl vendette subito oltre un milione di copie, impresa che al tempo non era ancora riuscita neppure a Presley (e alla RCA qualcuno cominciava a chiedersi se non avessero preso la persona sbagliata...). Presley non era la persona sbagliata e la sua incisione di Blue Suede Shoes, che sbaragliò in vendite quella di Perkins, lo confermò. Come confermò, dopo tutto, la grande qualità del pezzo stesso.

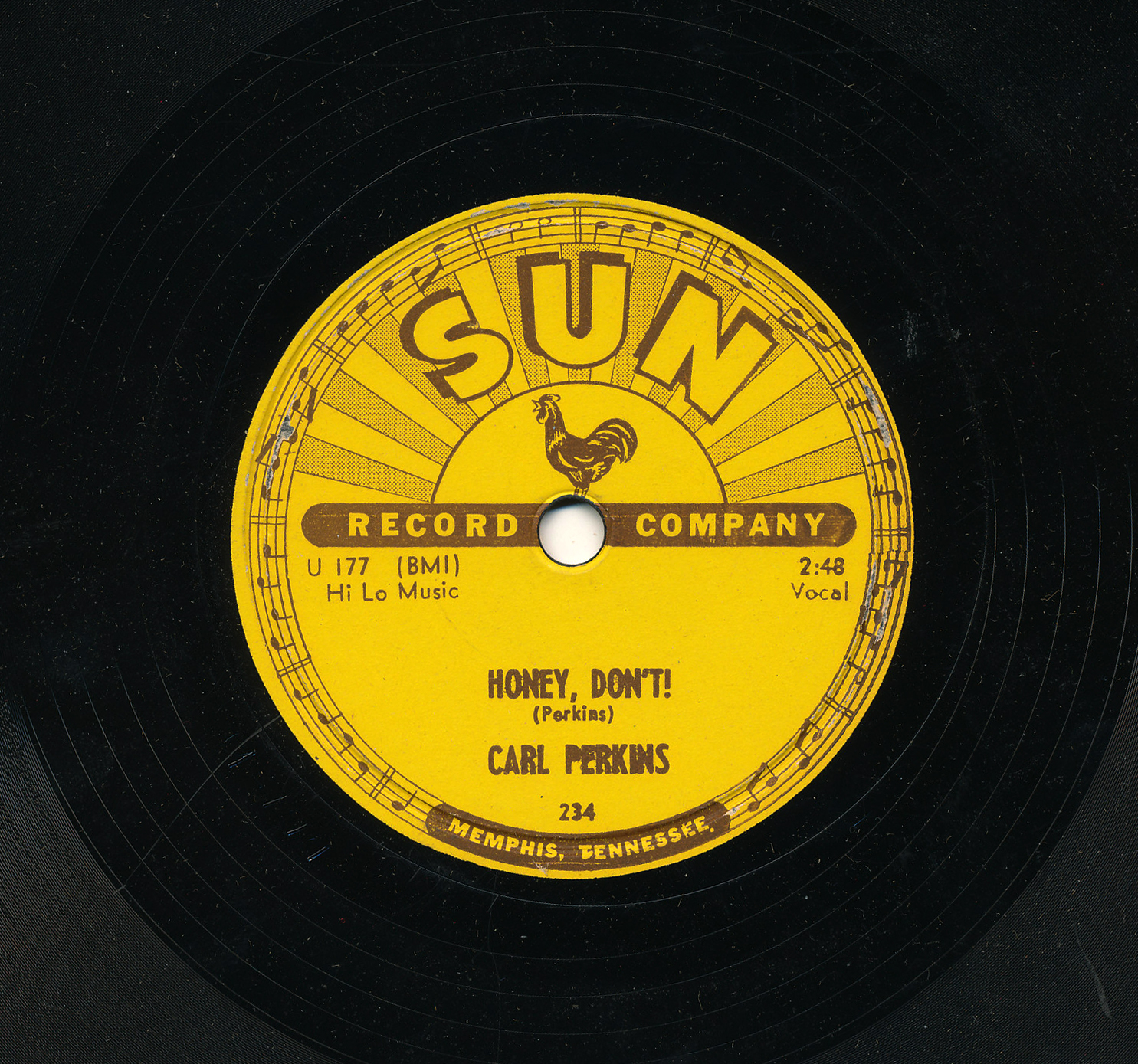
Il 45 giri Honey Don't

Chi era stato capace di scrivere un brano del genere certo avrebbe potuto firmare altri grandi hit, invece il 23 marzo 1956 Perkins, durante un trasferimento in auto da Norfolk a New York per partecipare a una puntata di “Perry Como Show”, si scontrò con un autocarro. L'incidente procurò al musicista e ai suoi fratelli diverse fratture, ma niente che non potesse essere risolto in qualche mese, eppure quell'episodio avrebbe, di fatto, stroncato la carriera del musicista.
Tornato dopo una lunga convalescenza, si accorse che il momento magico di Blue Suede Shoes era passato e in pochi mesi constatò che i nuovi pezzi (Boppin' the Blues, Your True Love) non ne avrebbero rinverdito i fasti. Nel 1958 la Sun non rinnovò il contratto al musicista, sempre più pericolosamente affezionato alla bottiglia, che passò alla Columbia, ma le cose non migliorarono. Il rock'n'roll era agli sgoccioli e, guardandosi indietro, Perkins vedeva di non essere riuscito a sfruttare appieno il proprio potenziale. E ora era tardi.

### Gli ultimi anni
Così, senza tanti rimpianti, riprese la strada per Jackson contento di avere quanto gli fosse necessario per vivere, soprattutto grazie ai proventi del suo unico grande hit che sarebbe diventato un classico immortale reinterpretato da centinaia di musicisti. Poi, nel 1963, i Beatles decisero di incidere alcuni brani che li avevano profondamente influenzati agli inizi della loro carriera: Matchbox (che poi sarebbe stata interpretata anche da Bob Dylan), Honey Don't, Everybody's Tryin' to Be My Baby.
L'anno seguente Perkins fu chiamato in Gran Bretagna per una tournée che si rivelò trionfale e che gli diede la chiara percezione di essere diventato una leggenda, peraltro in un Paese dove non aveva mai suonato. Il 1º giugno, di passaggio a Londra, venne invitato negli studi di Abbey Road dove i Beatles, (tale era il suo ascendente che Ringo Starr lo chiamava con deferenza “Mister Perkins”), incisero in suo onore Matchbox e suonarono altre composizioni del chitarrista statunitense che facevano parte della loro scaletta live. Ritornato in patria, formò un saldo sodalizio con Johnny Cash, ma negli anni ottanta la sua popolarità declinò, con un gruppo musicale nel quale era attorniato dai propri figli. Dopo lunghi anni che lo avevano visto lottare contro un cancro alla gola, Perkins morì agli inizi del 1998.

## Discografia

### Album
- 1957 - Dance Album of Carl Perkins (Sun Records, 1225)
- 1958 - Whole Lotta Shakin’
- 1967 - Country Boy's Dream
- 1969 - On Top
- 1969 - Carl Perkins' Greatest Hits
- 1970 - Boppin' the Blues
- 1972 - Brown Eyed Handsome Man
- 1973 - My Kind of Country
- 1976 - The Carl Perkins Show
- 1977 - Mr. Country Rock
- 1977 - From Jackson Tennessee
- 1978 - Ol' Blue Suede's Back
- 1978 - From Jackson Tennessee To All My Friends
- 1978 - Radio Special
- 1979 - Country Soul
- 1979 - Cane Creek Glory Church
- 1982 - Presenting Carl Perkins
- 1984 - Disciple in Blue Suede Shoes
- 1984 - Sweeter than Candy
- 1986 - Class of ‘55: Memphis Rock & Roll Homecoming
- 1990 - Born to Rock
- 1993 - Take Me Back
- 1995 - King of Rockabilly
- 1996 - Go Cat Go
- 1997 - Silver Eagle Cross Country Presents Live: Carl Perkins
- 1998 - Turn Around

### Live
- 1981 - Live at Austin City Limits
- 2000 - Live

### Raccolte
- 1959 - Dance Album of Carl Perkins
- 1959 - Teen Beat: The Best of Carl Perkins
- 1963 - Tennessee [Charly]
- 1968 - Country Boy Dreams
- 1969 - Greatest Hits [Columbia]
- 1970 - Blue Suede Shoes [Sun]
- 1970 - Original Golden Hits
- 1972 - Man Behind Johnny Cash
- 1975 - Rockin' Guitar Man
- 1976 - Carl Perkins Show
- 1976 - Original Carl Perkins
- 1977 - Greatest Hits [Embassy]
- 1977 - Long Tall Sally
- 1977 - The Sun Story, Vol. 3: Carl Perkins
- 1978 - Sun Sounds Special
- 197? - The Best of Carl Perkins [Trip]
- 1981 - Blue Suede Shoes [Rhino]
- 1981 - Carl Perkins [Harmony]
- 1983 - 20 Golden Pieces
- 1984 - That Rockin' Guitar Man
- 1986 - Original Sun Greatest Hits
- 1986 - Up Through the Years, 1954-1957
- 1987 - Heart & Soul of Carl Perkins
- 1989 - The Greatest Hits of Carl Perkins
- 1990 - The Classic
- 1990 - The Million Dollar Quartet
- 1990 - Jive After Five: The Best of Carl Perkins (1958-1978)
- 1992 - Restless: The Columbia Recording
- 1992 - Friends, Family & Legends
- 1993 - Sun Years [box]
- 1993 - The Best of Carl Perkins [Curb]
- 1993 - Blue Suede Shoes [Classic Sounds]
- 1994 - Country Boy's Dream: The Dollie Masters
- 1994 - Rockin' Guitar Man [20 Tracks]
- 1995 - Matchbox
- 1995 - Whole Lotta Shakin' [K-Tel]
- 1995 - Greatest Hits: Finest Performances
- 1995 - Guitar Legend
- 1995 - First King of Rock 'N' Roll
- 1995 - Boppin' Blue Suede Shoes
- 1995 - The Best of the Sun Sessions [Music Collection]
- 1996 - The Man & The Legend
- 1996 - Blue Suede Shoes [Hallmark]
- 1996 - All Shook Up [UAV]
- 1997 - The Best of & the Rest of Carl Perkins
- 1997 - 3 for 3: Bill Haley, Jerry Lee Lewis & Carl Perkins
- 1997 - Unissued
- 1997 - Perkins & Vincent: Members Edition
- 1998 - The King of Rockabilly: Greatest Hits
- 1998 - Sun Kings [3 Pack]
- 1998 - Great
- 1998 - The Best of Carl Perkins [Pegasus]
- 1998 - Roots of Rock n' Roll
- 1998 - Definitive Collection
- 1998 - Blue Suede Shoes and Other Hits
- 1999 - Blue Suede Shoes: The Very Best of Carl Perkins
- 1999 - This Old House
- 1999 - Live at Gilley's
- 1999 - The Essential Sun Collection
- 1999 - I Walk the Line/Little Fauss and Big Halsey [Original Soundtrack]
- 1999 - Rockabilly King
- 1999 - Blue Suede Shoes/Original Golden Hits
- 1999 - Rock 'N' Roll Hits
- 2000 - Blue Suede Shoes [Delta]
- 2000 - Blue Suede Shoes [Castle Pie]
- 2000 - Jailhouse Rock
- 2000 - Portrait of Carl Perkins
- 2000 - The Complete Sun Singles
- 2000 - Roots of Rock 'N' Roll [Direct Source]
- 2000 - Back on Top
- 2000 - The Sun Years, Vol. 1 [Original Sun Recordings]
- 2000 - Kings of Rock ‘N Roll Series
- 2000 - Best of the Sun Sessions [Music Club International]
- 2000 - Best of the Best
- 2000 - Be-Bop-A-Lula
- 2000 - The Best
- 2000 - The Story
- 2001 - Hits You Remember: Live
- 2001 - Blue Suede Shoes: Best of Carl Perkins [St. Clair]
- 2001 - Forever Gold
- 2001 - Blast from the Past: Carl Perkins
- 2001 - The Sun Years, Vol. 2
- 2001 - Sun Records 50th Anniversary Edition
- 2002 - Memphis
- 2002 - Rock Rock Rock
- 2002 - Masters
- 2002 - Blue Suede Shoes: Best of Carl Perkins [Prestige]
- 2002 - Star Power
- 2002 - Jet Propelled: The 1978 Comeback [2 Disc]
- 2002 - Mr. Rock N Roll
- 2003 - Blue Suede Shoes [Planet Media]
- 2003 - Country Soul [Documents]
- 2003 - Rock & Roll Hero
- 2003 - Rock Right Now with the Guitar Man
- 2003 - The Best of Carl Perkins [Brisa Entertainment]
- 2003 - The Memorial Album
- 2003 - Blue Suede Shoes, The Essential
- 2003 - Best of the Sun Years
- 2003 - Blue Suede Shoes: 50th Anniversary
- 2004 - Orby Records Spotlights Carl Perkins
- 2004 - Carl Perkins Memorial
- 2004 - Carl Perkins Trio
- 2004 - Ultimate Collection
- 2004 - Bird Dog
- 2004 - Caldonia
- 2005 - Roots of Rockabilly
- 2005 - Tennessee [Dynamic]
- 2005 - The Rockabilly Legend
- 2005 - Carl Rocks
- 2005 - Honky Tonk Babe
- 2005 - Blue Suede Shoes [Pazzazz]
- 2006 - Golden Legends: Carl Perkins
- 2006 - Blue Suede Shoes: A Rockabilly Session
- 2006 - Blue Suede Shoes [Snapper UK]
- 2007 - Blue Suede Shoes [Intenfrank]
- 2007 - Essential
- 2007 - Carl Perkins [Fast Forward]
- 2008 - Blue Suede Shoes: His Greatest Hits
- 2008 - Classics
- 2008 - Tennessee
- 2009 - The Fabulous Carl Perkins
- 2009 - H.O.T.S. Presents: The Very Best of Carl Perkins
- 2010 - Whole Lotta Shakin'/On Top
- 2012 - The Sun Era Outtakes[7].

### Singoli
- 1955 - Movie Magg/Turn Around (Flip Records, 501)
- 1955 - Let The Juke Box Keep On Playing/Gone, Gone, Gone (Sun Records, 224)
- 1956 - Blue Suede Shoes/Honey, Don't! (Sun Records, 234)
- 1956 - Sure To Fall/Tennessee (Sun Records, 235)
- 1956 - Boppin' the Blues/All Mama's Children (Sun, 243)
- 1956 - I'm Sorry, I'm Not Sorry/Dixie Fried (Sun, 249)
- 1957 - Matchbox/Your True Love (Sun, 261)
- 1957 - Forever Yours/That's Right (Sun, 274)
- 1957 - Glad All Over/Lend Me Your Comb (Sun, 287)
- 1958 - Levi Jacket/Pop, Let Me Have The Car (Columbia, 4-41207)
- 1958 - Y-O-U/This Life I Live (Columbia, 4-41296)
- 1959 - Highway Of Love/Pointed Toe Shoes (Columbia, 4-41379)